# Alejandra Pizarnik

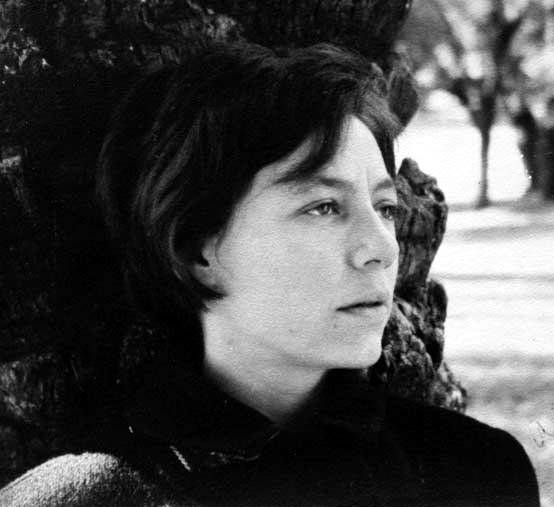
Alejandra Pizarnik

Alejandra Pizarnik (Avellaneda, 29 april 1936 - Buenos Aires, 25 september 1972) was een Argentijnse dichter.
Zij werd geboren als Flora Pizarnik en nam als adolescent de naam Alejandra aan. Haar ouders waren Russische joden Ze studeerde filosofie en letteren aan de Universiteit van Buenos Aires en later schilderkunst bij Juan Batlle Planas. 
Tussen 1960 en 1964 woonde zij in Parijs, waar zij als freelancer werkte voor de krant Cuadernos para la liberación de la cultura. In deze periode nam zij deel aan het Parijse literaire leven, waardoor zij vele schrijvers ontmoette en bevriend raakte met André Pieyre de Mandiargues, Octavio Paz, Julio Cortázar en Rosa Chacel. Tijdens haar verblijf in Parijs volgde zij ook lessen aan de Sorbonne. In de daaropvolgende jaren, na haar terugkeer in Argentinië, publiceerde zij haar belangrijkste werken in Buenos Aires. In 1968 kreeg zij een Guggenheim Fellowship en verbleef korte tijd in New York en Parijs. 
Zij blonk uit in zeer korte gedichten in vrije verzen. Later schreef zij ook langere prozagedichten. Het klankkarakter van de woorden was voor haar even belangrijk als de betekenis ervan. Belangrijke thema's zijn er niet bij horen, verlies en dicht bij de dood zijn.
Na twee zelfmoordpogingen in 1970 en 1972 bracht zij de laatste vijf maanden van haar leven door in een psychiatrisch ziekenhuis in Buenos Aires. Zij pleegde zelfmoord op 25 september 1972, op 36-jarige leeftijd.

## Werken
- La tierra más ajena (1955)
- La última inocencia (1956)
- Las aventuras perdidas (1958)
- Árbol de Diana (1962)
- Los trabajos y las noches (1965)
- Extracción de la piedra de locura (1968)
- El infierno musical (1971)
- La condesa sangrienta (1971)

- Bibsys: 90822186
- Biblioteca Nacional de España: XX1061545
- Bibliothèque nationale de France: cb12013428v (data)
- Catàleg d'autoritats de noms i títols de Catalunya: 981058594309806706
- Digitale Bibliotheek voor de Nederlandse Letteren: piza003
- Gemeinsame Normdatei: 119374951
- International Standard Name Identifier: 0000 0001 1041 3691
- Library of Congress Control Number: n82006764
- MusicBrainz: a537b278-2c60-4dfe-b66c-d46a6ae3487a
- Nationale Bibliotheek van Tsjechië: jo2004249884
- Nationale bibliotheek van Australië: 35066434
- Nationale Bibliotheek van Israël: 987007266530505171
- Nationale Bibliotheek van Polen: a0000002604217
- Nationale en Universitaire bibliotheek Zagreb: 000256698
- Nederlandse Thesaurus van Auteursnamen: 07519029X
- Réseau des bibliothèques de Suisse occidentale: 02-A003698153
- LIBRIS: 234875
- SNAC: w69w42v4
- Système universitaire de documentation: 028262352
- Trove: 816672
- Virtual International Authority File: 17233961
- WorldCat: E39PBJx8yXqtHHCGjwVJ3bjDMP